# أسل متعدد الثمار
أسل متعدد الثمار (الاسم العلمي: Juncus polycarpus) نوع نباتي يتبع جنس الأسل وينتمي إلى الفصيلة الأسلية.